# 島根県石央地域地場産業振興センター
一般財団法人島根県石央地域地場産業振興センター（しまねけんせきおうちいきじばさんぎょうしんこうセンター）は、島根県江津市嘉久志町にある地場産業の展示・販売スペース、多目的ホールなど貸室を備えた公共施設。1階に特産品の展示・販売コーナーが設置されており、島根県石央地域の石見焼や石州半紙などの地場産品が展示・販売されている。

## 施設

### 1階
- 事務室
- 会議室（66m2）
- 特産品展示・販売コーナー
- cafe桜co..（カフェ）

### 2階
- OA研修室（66m2）
- 技術研修室（66m2）
- 経営研修室（66m2）
- 情報交流懇談室（66m2）
- 商品開発研修室（66m2）

### 3階
- 展示ホール兼大会議室（319m2）

## アクセス
- 江津インターチェンジより車で約1分。
- JR江津駅から車で約5分。